# ویرنا لیزی
ویرنا لیزی (ایتالیایی: Virna Lisi؛ زاده ۹ سپتامبر ۱۹۳۶ – درگذشته ۱۸ دسامبر ۲۰۱۴) بازیگر ایتالیایی بود.
از فیلم‌ها یا سریال‌هایی که وی در آن نقش داشت، می‌توان به چگونه همسر خود را به قتل برسانیم، بازگشت سپیددندان، کاترینا و دخترانش، ساعت بیست و پنج، نوبت عاشقی، زیبایی زنان، دختران زیبا، دوشیزه‌ای برای شاهزاده، بال‌های زندگی و فیلیپه دربلی اشاره کرد.
وی یکی از چهره‌های سینمای اروپا بود که در سال ۱۹۹۴ جایزه بهترین بازیگر نقش اول را برای بازی در فیلم فرانسوی «ملکه مارگو» از جشنواره کن دریافت کرد. لیزی سال ۲۰۰۲ آخرین بازی خود را در فیلمی ایتالیایی به نمایش گذاشت.
لیزی اواخر دهه ۱۹۶۰ در فیلم «چگونه زن خود را بکشیم» با «جک لمون» همبازی شد. فرانک سیناترا، تونی کورتیس و جین فوندا از دیگر چهره‌هایی بودند که با وی همبازی شدند.
به گزارش هالیوود ریپورتر، لیزی در سال ۲۰۰۴ جایزه یک عمر دستاورد هنری گلدن گلوب ایتالیا را دریافت کرد. او بازیگری را در دهه ۱۹۵۰ با ایفای نقش در فیلم‌های ایتالیایی شروع کرد. ویرنا لیزی در طول عمر حرفه‌ای‌اش موفق به کسب هفت جایزه «دیوید دی دوناتلا» شد.